# Heteropoda subplebeia
Heteropoda subplebeia là một loài nhện trong họ Sparassidae.
Loài này thuộc chi Heteropoda. Heteropoda subplebeia được Embrik Strand miêu tả năm 1907.